# Dempsey (informatica)
Dempsey è stato uno dei tanti step evolutivi del processore Intel Xeon DP (per configurazioni biprocessore). Si trattava del successore di due CPU differenti, l'ultimo Xeon DP single core Irwindale, presentato il 15 febbraio 2005, e il primo Xeon DP dual core Paxville DP, presentato invece l'11 ottobre 2005. Veniva indicato come successore anche di Paxville DP in quanto quest'ultimo, pur essendo stato il primo Xeon DP dual core ad essere arrivato sul mercato, raggiunse solo una ristretta cerchia di utenti e in particolare solo quelli più esigenti che necessitavano delle prestazioni di un processore dual core il più presto possibile. Nelle intenzioni di Intel quindi, Paxville DP fu solo un prodotto di transizione, utilizzando poi proprio Dempsey come processore dual core destinato a tutte le fasce di mercato del settore server biprocessore.
Dempsey venne presentato il 23 maggio 2006 e andò a costituire il cuore delle piattaforme Bensley e Glidewell. Tale data fu in realtà frutto di alcuni ritardi interni ad Intel, dato che il produttore si aspettava di lanciare Dempsey nel primo trimestre dell'anno; al momento dell'uscita, mancava solo un mese all'arrivo dell'attesissimo core Woodcrest, che derivata dall'architettura Intel Core Microarchitecture del Core 2 Duo, e caratterizzata da consumi quasi dimezzati, e di conseguenza Dempsey ebbe vita relativamente breve sul mercato.

## Caratteristiche tecniche

### Processo produttivo
Con Dempsey, Intel introdusse il processo produttivo a 65 nm anche nel panorama dei processori Xeon DP e utilizzò l'approccio a Die Doppio per collegare i 2 distinti core sul package, al pari di quanto già fatto in precedenza nel processore desktop Pentium D Presler; si trattava di un approccio certamente più efficiente in termini di resa produttiva, rispetto a quello a Die Singolo utilizzato nei processori dual core precedenti, i Pentium D Smithfield, dove i 2 core venivano realizzati nello stesso "blocco" di silicio e non collegati successivamente sul package mediante collegamenti esterni. In pratica, Dempsey era in sostanza una CPU Presler con l'aggiunta del supporto SMP (Simultaneous Multi Processor). La cache L2 era di 2 MB per ciascun core, ovvero 4 MB totali, e il BUS era variabile: in alcuni modelli veniva utilizzato quello a 1066 MHz, mentre in altri, più a buon mercato, era stato ridotto a 667 MHz. I due core, come avveniva anche in Presler e Smithfield, comunicavano tra loro mediante il BUS e di conseguenza il canale di comunicazione risultava condiviso con le altre periferiche del sistema.
Inizialmente era stata avanzata un'anticipazione per certi versi un po' sconcertante, riguardante il fatto che tale CPU avrebbe potuto consumare fino a 150 W. Fortunatamente i fatti smentirono poi tale scenario dato che già i primi modelli presentati al momento del lancio consumavano al massimo 130 W. Molto probabilmente Intel fu in grado di sfruttare l'esperienza accumulata in 5 mesi di produzione del Pentium D Presler, per poter migliorare l'organizzazione interna del chip e abbassarne così il consumo massimo, magari grazie anche ad un cambio di stepping.
Per quanto riguarda il socket, Dempsey facava uso del nuovo LGA 771 conosciuto anche come Socket J, strutturalmente molto simile al Socket 775 già utilizzato da Intel a partire dal Pentium 4 Prescott, dove i pin di contatto erano sulla scheda madre e non più sul processore stesso. La superficie totale del die era di 162 mm² e comprendeva 376 milioni di transistor.

#### Sfruttamento della cache L2
Nei processori dual core e multi core si pone il problema di come sfruttare la grande dotazione di cache L2 e come gestirne l'accesso da parte dei vari core. I diversi approcci di costruzione cui si è accennato poco sopra, comportano pro e contro relativamente ai metodi di fruizione di questa preziosa memoria aggiuntiva. Buona parte di questi aspetti è evidenziata nella voce Dual core (gestione della cache), in cui si fa riferimento anche ad altri processori che sfruttano i differenti approcci.

### 2 BUS distinti
Sebbene già nel 2006 Intel avesse allo studio il nuovo BUS seriale (conosciuto prima come Common System Interconnect e successivamente rinominato in Intel QuickPath Interconnect), il suo progetto era a quei tempi ancora largamente incompleto, tant'è vero che è stato poi introdotto sul mercato solo a partire dai processori basati sulla nuova architettura Nehalem arrivati a fine 2008. Pur non avendo ancora a disposizione tale tecnologia di trasferimento dati, l'azienda si pose già allora il problema di come ridurre il "collo di bottiglia" che l'unico BUS precedentemente utilizzato fino a Paxville generava quando abbinato a processori dual core per di più se veniva implementata anche la tecnologia Hyper-Threading come nel caso degli Xeon.
Per questo motivo Dempsey utilizzava la tecnologia Dual Independent BUS, ovvero 2 BUS distinti (uno per ciascun core) per collegarsi al chipset (Blackford e Greencreek) da ben 1066 MHz ciascuno (nei modelli di punta), evitando così la saturazione della banda passante.

### Nuovo tipo di RAM
Il tipo di memoria RAM abbinata a Dempsey era quella FB-DIMM. Questa memoria permetteva di gestire un più elevato numero di moduli memoria sulla stessa piattaforma senza penalizzazioni in termini di prestazioni velocistiche o di stabilità operativa; conseguenza diretta era la possibilità di montare nel sistema un quantitativo molto elevato di moduli memoria, rispetto a quanto possibile precedentemente mediante l'utilizzo di tradizionali memorie DDR oppure DDR2.

### Tecnologie implementate
Dai predecessori, Demspey ereditò anche tutte quelle tecnologie che Intel aveva introdotto via via negli anni all'interno dei propri processori; si andava dalle ormai scontate istruzioni MMX, SSE, SSE2, alle più recenti come, SSE3, EM64T per l'elaborazione di cordice a 64 bit e la tecnologia di protezione XD-bit; non mancavano inoltre la ormai tradizionale tecnologia Hyper-Threading e le recenti SpeedStep per il risparmio energetico e Vanderpool per la virtualizzazione.
A queste si aggiunsero anche le nuove Intel Active Management Technology (conosciuta anche come Intel Active Monitoring Technology) e I/O Accelerator Technology.

## Prezzi dei vari modelli al lancio
Con Dempsey Intel introdusse il processor number anche nella famiglia degli Xeon DP, dopo che essa aveva fatto la sua prima comparsa nel settore server grazie al core Paxville che era però pensato per gli Xeon MP (per sistemi multiprocessore). Di seguito i prezzi che i vari modelli di Dempsey avevano al momento del lancio sul mercato il 23 maggio 2006:
- Xeon DP 5080 - 851 $
- Xeon DP 5060 - 316 $
- Xeon DP 5050 - 177 $
- Xeon DP 5030 - 156 $

Venne presentata anche una particolare versione a medio voltaggio, che diminuiva anche il consumo massimo:
- Xeon DP 5063 MV - 369 $

### Modelli originariamente annunciati ma mai arrivati sul mercato
Oltre ai modelli presentati il 23 maggio 2006, ne erano attesi ancora altri, che però non vennero più presentati, per ragioni non meglio specificate da parte di Intel:
- Xeon DP 5070 - clock di 3,46 GHz, BUS a 1066 MHz
- Xeon DP 5040 - clock di 2,83 GHz, BUS a 667 MHz
- Xeon DP 5020 - clock di 2,5 GHz, BUS a 667 MHz

## Il primo prototipo commerciale
Supermicro già nell'agosto 2005 aveva presentato un sistema dotato del processore Dempsey. Il prototipo, basato su piattaforma Bensley, aveva dimostrato inoltre che il controller di memoria era di tipo quad channel. Il server basato su questa piattaforma, era equipaggiato con 2 processori Dempsey, e supportava fino a 48 GB di memoria DDR2 FB-DIMM, oltre ad essere provvisto di 3 slot PCI Express, 3 slot PCI-X-133/100, porte Serial ATA-2 e 2 porte Gigabit Ethernet.

## Modelli arrivati sul mercato
La tabella seguente mostra i modelli di Xeon, basati su core Dempsey, arrivati sul mercato. Molti di questi condividono caratteristiche comuni pur essendo basati su core diversi; per questo motivo, allo scopo di rendere maggiormente evidente tali affinità e "alleggerire" la visualizzazione alcune colonne mostrano un valore comune a più righe. Di seguito anche una legenda dei termini (alcuni abbreviati) usati per l'intestazione delle colonne:
- Nome Commerciale: si intende il nome con cui è stato immesso in commercio quel particolare esemplare.
- Data: si intende la data di immissione sul mercato di quel particolare esemplare.
- N°Core: si intende il numero di core montati sul package: 1 se "single core" o 2 se "dual core".
- Socket: lo zoccolo della scheda madre in cui viene inserito il processore. In questo caso il numero rappresenta oltre al nome anche il numero dei pin di contatto.
- Clock: la frequenza di funzionamento del processore.
- Molt.: sta per "Moltiplicatore" ovvero il fattore di moltiplicazione per il quale bisogna moltiplicare la frequenza di bus per ottenere la frequenza del processore.
- Pr.Prod.: sta per "Processo produttivo" e indica tipicamente la dimensione dei gate dei transistor (180 nm, 130 nm, 90 nm) e il numero di transistor integrati nel processore espresso in milioni.
- Voltag.: sta per "Voltaggio" e indica la tensione di alimentazione del processore.
- Watt: si intende il consumo massimo di quel particolare esemplare.
- Bus: frequenza del bus di sistema.
- Cache: dimensione delle cache di 1º e 2º livello.
- XD: sta per "XD-bit" e indica l'implementazione della tecnologia di sicurezza che evita l'esecuzione di codice malevolo sul computer.
- 64: sta per "EM64T" e indica l'implementazione della tecnologia a 64 bit di Intel.
- HT: sta per "Hyper-Threading" e indica l'implementazione della esclusiva tecnologia Intel che consente al sistema operativo di vedere 2 core logici.
- ST: sta per "SpeedStep Technology" ovvero la tecnologia di risparmio energetico sviluppata da Intel e inserita negli ultimi Pentium 4 Prescott serie 6xx per contenere il consumo massimo.
- VT: sta per "Vanderpool Technology", la tecnologia di virtualizzazione che rende possibile l'esecuzione simultanea di più sistemi operativi differenti contemporaneamente.

| Nome Commerciale | Data        | Socket | N°Core | Clock    | Molt. | Pr.Prod.       | Voltag. | Watt  | Bus      | Cache                     | XD | 64 | HT | ST | VT |
| ---------------- | ----------- | ------ | ------ | -------- | ----- | -------------- | ------- | ----- | -------- | ------------------------- | -- | -- | -- | -- | -- |
| Xeon DP 5030     | 23/mag/2006 | 771    | 2      | 2,66 GHz | 16x   | 65 nm 376 mil. | 1,31 V  | 95 W  | 667 MHz  | L1=2x16KB L2=2x2MB L3=0MB | Sì | Sì | Sì | Sì | Sì |
| Xeon DP 5050     | 23/mag/2006 | 771    | 2      | 3 GHz    | 18x   | 65 nm 376 mil. | 1,31 V  | 95 W  | 667 MHz  | L1=2x16KB L2=2x2MB L3=0MB | Sì | Sì | Sì | Sì | Sì |
| Xeon DP 5060     | 23/mag/2006 | 771    | 2      | 3,2 GHz  | 12x   | 65 nm 376 mil. | 1,31 V  | 130 W | 1066 MHz | L1=2x16KB L2=2x2MB L3=0MB | Sì | Sì | Sì | Sì | Sì |
| Xeon DP 5063 MV  | 23/mag/2006 | 771    | 2      | 3,2 GHz  | 12x   | 65 nm 376 mil. | 1,2 V   | 95 W  | 1066 MHz | L1=2x16KB L2=2x2MB L3=0MB | Sì | Sì | Sì | Sì | Sì |
| Xeon DP 5080     | 23/mag/2006 | 771    | 2      | 3,73 GHz | 14x   | 65 nm 376 mil. | 1,31 V  | 130 W | 1066 MHz | L1=2x16KB L2=2x2MB L3=0MB | Sì | Sì | Sì | Sì | Sì |

Nota: la tabella soprastante è un estratto di quella completa contenuta nella pagina dello Xeon.

## Il successore
Dempsey doveva arrivare sul mercato a gennaio 2006 e se così fosse stato certamente avrebbe avuto maggiori possibilità di vendita. Un arrivo così ritardato, a poco meno di un mese da quello che doveva teoricamente essere il suo successore, Woodcrest, sembrò francamente subito poco comprensibile; il 26 giugno 2006 infatti, vennero presentati gli Xeon serie 51xx con core Woodcrest che essendo basato sulla stessa architettura Intel Core Microarchitecture utilizzata anche nei Core 2 Duo, consumava al massimo 80 W, e in alcune versioni addirittura 65 W; anche Woodcrest era un processore dual core, ma la cache L2 era unificata, e le prestazioni erano fino al 125% superiori a quelle disponibili con un sistema Xeon Dempsey. Proprio per accelerare il passaggio alla nuova architettura, Intel a metà 2007 annunciò di voler sospendere a breve la produzione di CPU basate su Dempsey, in favore di quelle basate sulla nuova architettura.